# Włodzimierz Cybuliński
Włodzimierz Cybuliński (ur. 4 czerwca 1941 w Daszach, zm. 24 lutego 2018) – polski duchowny prawosławny, ksiądz mitrat Polskiego Autokefalicznego Kościoła Prawosławnego.

## Życiorys
Pochodził ze wsi Dasze w gminie Kleszczele, gdzie przyszedł na świat w religijnej rodzinie prawosławnej jako syn Iosifa i Antoniny. Ukończył Prawosławne Seminarium Duchowne w Warszawie oraz studia na Wydziale Teologicznym Chrześcijańskiej Akademii Teologicznej w Warszawie. Po zawarciu związku małżeńskiego z Eugenią Hasiuk, otrzymał 22 lipca 1962 święcenia diakońskie z rąk arcybiskupa białostockiego i gdańskiego Stefana (Rudyka). Święcenia kapłańskie przyjął 9 września 1962 z rąk arcybiskupa łódzkiego i poznańskiego Jerzego (Korenistowa). W latach 1962–1965 był proboszczem parafii św. Antoniego Pieczerskiego w Kuraszewie, zaś w latach 1965–1988 proboszczem parafii Zaśnięcia Najświętszej Maryi Panny w Czyżach, gdzie doprowadził do powstania plebanii oraz nowej świątyni po pożarze budynku cerkiewnego z XIX wieku, do jakiego doszło w 1984. W 1989 został proboszczem nowo utworzonej parafii Zmartwychwstania Pańskiego w Białymstoku, gdzie do 2006 kierował budową cerkwi. Jednocześnie od 1989 był pierwszym kapelanem więziennictwa w Białymstoku. Od 2014 był rezydentem parafii Zmartwychwstania Pańskiego w Białymstoku.
W 2003 ks. Cybuliński został odznaczony „Brązową odznaką za zasługi dla pracy penitencjarnej”. W 2006 został odznaczony Orderem św. Marii Magdaleny II stopnia z ozdobami (najwyższe odznaczenie nadawane przez PAKP). W 2009 arcybiskup białostocko-gdański Jakub (Kostiuczuk) odznaczył go Orderem Świętych Równych Apostołom Cyryla i Metodego. W 2014 został wyróżniony prawem noszenia drugiego krzyża z ozdobami.
Zmarł w 2018 r. Pochowany na cmentarzu św. pror. Eliasza w Białymstoku.